# Lucien Bouvat
Lucien Bouvat (* 1872; † 1942) war ein französischer Orientalist und Islamwissenschaftler. Er forschte zu verschiedenen islamischen Dynastien und Gemeinschaften, unter anderem zur Dynastie der Timuriden, zur Familie der Barmakiden und der Religionsgemeinschaft der Ahmadiyya von Qadian.
Er war Bibliothekar der Société asiatique und Mitarbeiter der seit 1906 erscheinenden Zeitschrift Revue du monde musulman im (zukünftigen) französischen Protektoratsgebiet Marokko, die von der Mission Scientifique du Maroc herausgegeben wurde, welche 1904 von Alfred Le Chatelier (1855–1929), Professor am Collège de France, gegründet worden war.

## Rezeption
Sein bekanntestes Werk ist seine Geschichte über die zweite Phase des mongolischen Reiches in der von Eugène Cavaignac (1876–1969) herausgegebenen weltgeschichtlichen Reihe Histoire du monde, worin der zentralasiatische Herrscher Timur (auch Timur Lank oder Tamerlan genannt), die Timuriden (1405–1502, seine Nachfolger: Schah-Ruch, Ulugh Beg usw. bis zur „Bataille de Chourour“), Baber und die indische Mongolen-Dynastie (1526–1857) sowie die Herrscher von Choresmien: die Khane von Chiwa (bis 1920) behandelt werden.

## Zitat
« M. L.Bouvat, le distingué bibliothécaire de la Société, a publié et traduit le texte en turc azéri de l’histoire de Yoûsouf-Châh, nouvelle historique (1903), et celui de l’Avare, comédie de Feth-’Alî Akhond-zâdè (1904). La Bibliothèque orientale elzévirienne a donné la traduction d’une autre comédie du même-auteur, Monsieur Jourdan, le botaniste parisien dans le Karabâgh, et le derviche Mest ’Alî-Châh, célèbre magicien (1906). Ses recherches sur l’histoire des Barmékides renferment tout ce que l’on sait sur leur origine et la tragédie qui mit fin à leur puissance. Sa collaboration à la Revue du Monde musulman a assuré la publication régulière de cet important organe, en même temps qu'elle tenait les lecteurs au courant du mouvement des idées sur toute la surface des terres habitées par des adeptes de l’islamisme. »

## Werke (Auswahl)

### Als Autor
Aufsätze
- Une grammaire turque du huitième siècle de l’hégire. La pénétration dans la langue des turcs d’Abou Ḥayyān al-Gharnaṭî. In: Langues musulmans (Arab, persan et turc). (= Actes du XIVe Congrès International des Orientalistes. Band 3). Éditions Leroux, Paris 1906.
- L’évolution moderne des langues musulmanes. In.: Revue du monde musulman. Band 10, Heft 1, 1910, ISSN 0750-7631.
- Essai sur la civilisation timouride. In: Journal asiatique.Heft 4/6, 1926, S. 193–299, ISSN 0021-762X.
- Les Ahmadiyya de Qadian. In: Journal asiatique. Band 2, 1928, S. 159–181 ISSN 0021-762X.
- Sur quelques manuscrits de la Société Asiatique relatifs à l’Espagne. In: Revue hispanique. Band 15 (1906), ISSN 2116-3332.
- Notice bio-bibliographique sur Athîr ad-Dîn Mohammad ibn Yoûsouf Aboû Hayyan al-Gharnati. In: Revue hispanique. Band 10, 1903, ISSN 2116-3332
- La poésie persane. In: France et Monde. Heft 140/141 Supplement.
- Le prince Caetani et son œuvre. In: Revue du monde musulman. Band 16, 1914, S. 53–89, ISSN 0750-7631.
- Martin Hartmann. In: Revue du monde musulman. Band 12, 1910, S. 530–531, ISSN 0750-7631.
- Un Commentaire Chinois du Coran. In: Revue du Monde Musulman. Band 8, Heft 4, 1908, S. 430–547, ISSN 0750-7631 (zusammen mit Fernand Farjenel).

Monografien
- Notice des travaux et publications de Lucien Bouvat. Arrault, Tours 1908.
- Les Barmécides d’après les historiens arabes et persans. Éditions Leroux, Paris 1912.
- L'Empire mongol (2e phase). Timour et ses successeurs; Les Souverains du Khârezm. 1336-1857; Les Souverains du Khârezm. (Khans de Khiva) 1502–1920. Boccard, Paris 1927.[2]
- L’art musulman. Paris 1905 (eine Bibliographie; zusammen mit Yves Rioche und A. Ronflard).

### Als Übersetzer
- Mirza Feth-Ali Achonzade: Monsieur Jourdan, le botaniste parisien, dans le Karabâgh, et le derviche Mèst Alî Châh, célèbre magicien. Comédie en 4 actes. Éditions Leroux, Paris 1906.
- Mirza Feth-Ali Achonzade: L’aventure de l’homme avare. Comedie en 5 actes (Deux comedies turques). Imprimerie Nationale, Paris 1904.[3]
- Mirza Feth-Ali Achonzade: Histoire de Yoûsouf Châh. nouvelle historique. Paris  1903